# Nokia 2310
Nokia 2310 – telefon komórkowy wyprodukowany przez Nokię. Używa systemów GSM 900 oraz 1800. 
- Rozmiar: 105x44x19 mm
- Masa: 85 g
- Pojemność akumulatora: 970 mAh

Kolorowy wyświetlacz pokazuje 65 tys. kolorów i ma rozmiary 96 x 68 pikseli. Książka adresowa mieści 200 kontaktów. Ma system głośnomówiący oraz radio. Ma również gry: Bounce, Snake Xenzia oraz Nature Park. Nie ma aparatu i slotu na karty pamięci.